# Энрикес, Давид Алехандро
Давид Алехандро Энрикес Мандиола (исп. David Alejandro Henríquez Mandiola; 21 февраля 1998, Антофагаста, Чили) — чилийский футболист, нападающий клуба «Универсидад Католика».

## Клубная карьера
Энрикес — воспитанник клуба «Универсидад Католика». 21 октября 2017 года в матче против «Уачипато» он дебютировал в чилийской Примере. 10 декабря в поединке против «Депортес Антофагаста» Давид забил свой первый гол за «Универсидад Католика».